# Getapnya
Getapnya (en arménien Գետափնյա ) est une communauté rurale du marz d'Ararat en Arménie. En 2008, elle compte 1 224 habitants.